# George Stephenson
George Stephenson (ur. 9 czerwca 1781 w Wylam, zm. 12 sierpnia 1848 w Chesterfield) – brytyjski inżynier, który jako pierwszy zaprojektował współczesną lokomotywę parową, uważany jest za „ojca kolei parowych”.
W 1748 na odcinku kilku kilometrów z kopalni węgla Wylam do rzeki Tyne wybudowano kolejkę konną (podobną w układzie do kolei, ale z drewnianymi torami i wózkami ciągniętymi przez konie). Młody Stephenson dorastał w otoczeniu tych wydarzeń i w 1802 został zatrudniony w kopalni przy obsłudze silnika parowego. Przez następnych dziesięć lat zdobywał wiedzę o maszynach parowych, by w 1812 zacząć je budować.
George Stephenson zaprojektował swój pierwszy parowóz 14 czerwca 1814, wykorzystywany był do transportu węgla z kopalni. Nazwany Blucher (na cześć pruskiego generała), był w stanie ciągnąć 30 ton ładunku z prędkością 6 km/h i jako pierwszy był wyposażony w koła obręczowe dające dobrą przyczepność do toru. Przez następnych pięć lat zbudował szesnaście takich maszyn.
George Stephenson odniósł jeszcze większy sukces, kiedy został wynajęty, by zbudować 13 km kolei od Hetton do Sunderland. Pochylenia terenu wykorzystał, budując odcinki, na których wagony mogły się staczać swobodnie, a na innych były ciągnięte przez parowóz; to była pierwsza kolejka niewykorzystująca zwierząt pociągowych. Została otwarta w 1822.
W 1821 rozpoczęto realizację projektu kolei Stockton & Darlington. Pierwotnie w planie do transportu wózków po metalowych szynach zakładano użycie koni, lecz po spotkaniu ze Stephensonem dyrektor spółki Edward Pease zgodził się zmienić plany. Prace rozpoczęto w 1822, a we wrześniu 1825 George Stephenson skończył budowę pierwszego parowozu dla nowej kolei. Pierwotnie nazwał go Active, lecz wkrótce zmienił na Locomotion. Kolej Stockton & Darlington otwarto 27 września 1825. Prowadzony przez George’a Stephensona parowóz Locomotion ciągnął 80 ton ładunku węgla i mąki na odcinku 16 km przez ponad dwie godziny, osiągając na jednym z odcinków prędkość 39 km/h. Do parowozu podczepiono również specjalnie zbudowany wagon osobowy (nazwany Experiment), na którym przewożono dostojników uroczystości. Był to pierwszy w historii przewóz pasażerów koleją napędzaną parowozem.
Kiedy budowano kolej S&D George Stephenson zauważył, że nawet małe nachylenie terenu znacznie zmniejsza prędkość parowozu. Również nawet małe spadki terenu powodowały, że prymitywne hamulce stawały się bezużyteczne. Doszedł do wniosku, że tory kolejowe powinny być możliwie poziome. Wykorzystał tę wiedzę, kiedy pracował nad koleją Bolton & Leigh oraz Liverpool & Manchester, wykonując serię trudnych wykopów, nasypów i wiaduktów kamiennych, by wyrównać trasę, którą biegła kolej.
W 1829 budowa kolei Liverpool & Manchester dobiegała końca, więc dyrektorzy tego przedsięwzięcia ogłosili konkurs na dostawę parowozów. Konkurs pod nazwą Rainhill Trials przeprowadzono w październiku. Stephenson zaprezentował swoją maszynę – Rocket, a jego imponujące zwycięstwo w konkursie spowodowało, że jego maszyna prawdopodobnie stała się najsławniejszą w świecie.
Uroczystość otwarcia kolei L&MR 16 września 1830 była znaczącym wydarzeniem i przyciągnęła czołowych przedstawicieli rządu i przemysłu, łącznie z premierem księciem Wellingtonem. Uroczystość tego dnia zepsuła śmierć Williama Huskissona (przedstawiciela parlamentu z Liverpoolu), który został śmiertelnie potrącony przez parowóz Rocket. Mimo to kolej była dużym sukcesem. Stephenson stał się bardzo sławnym człowiekiem, zaoferowano mu pozycję głównego inżyniera ds. kolei.